# Nepomuk (keresztnév)
A Nepomuk férfinév Nepomuki Szent János melléknevéből származik. Jelentése Nepomuk (Csehország) városából való.

## Gyakorisága
Az 1990-es években szórványos név, a 2000-es években nem szerepel a 100 leggyakoribb férfinév között.

## Névnapok
- május 16.[2]

## Híres Nepomukok
- Johann Nepomuk Hummel zeneszerző
- Johann Nepomuk Nestroy osztrák író